# Mares

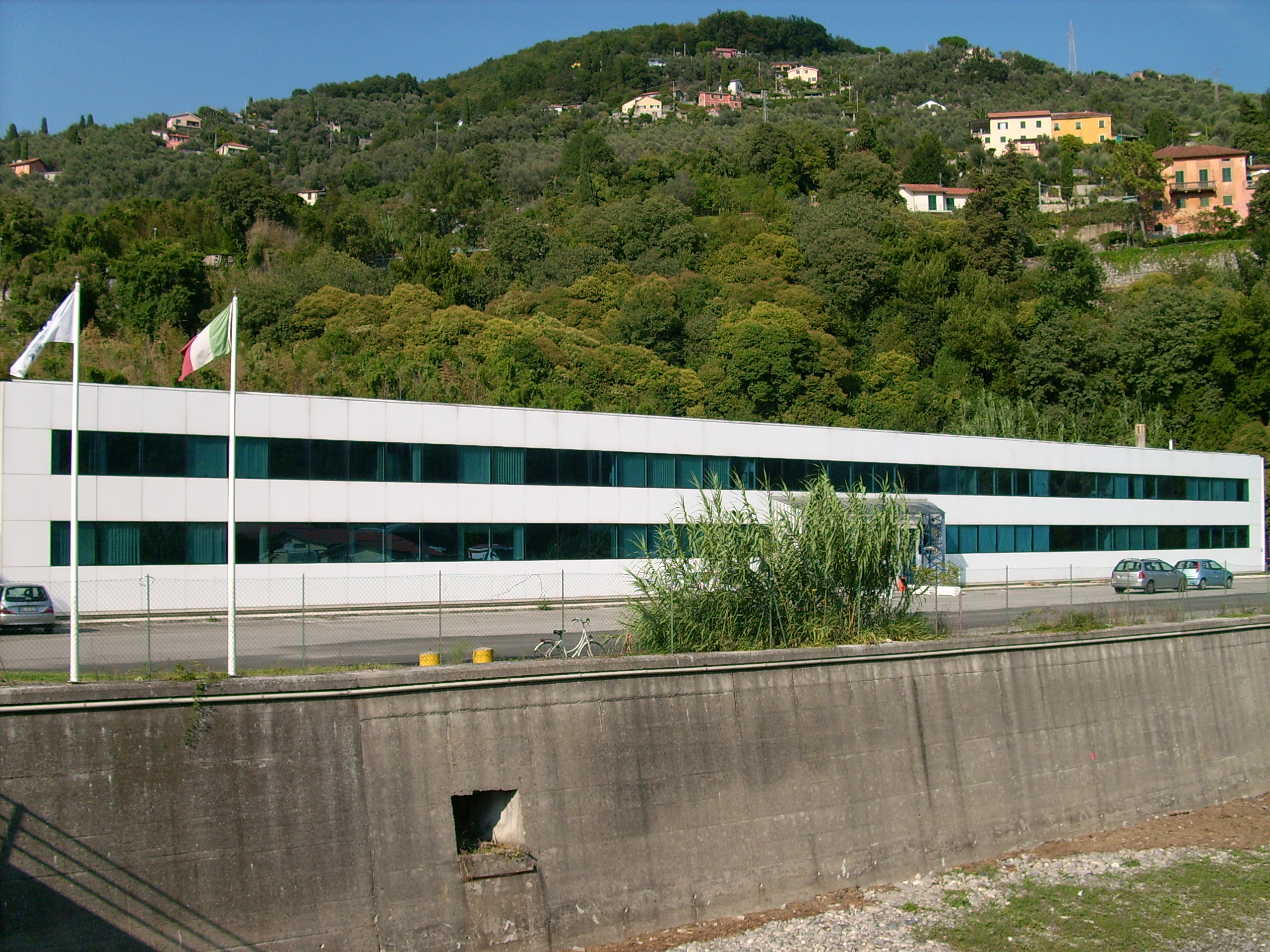
Sediul Mares SpA din Rapallo

Mares S.p.a. este o companie internațională producătoare de echipament de scufundare prezentă în peste 80 de țări. Sediul central se află în Rapallo (Genoa), Italia. 
Mares S.p.a. este inclusă în grupul Confisub împreună cu Technisub, Cressi Sub, Scubapro, Uwatec, Seacsub, Effesub și Omersub, cu o pondere ce reprezintă 70% din piața internațională a echipamentului de scufundare. 
Mares a fost fondată în 1949 de Ludovico Mares, un scufundător în apnee italian care a servit în marina austriacă în timpul primului război mondial.

## Produse
Compania a produs inițial măști de scufundare și arbalete pentru vânătoare subacvatică. Cu timpul gama de produse s-a extins, pentru a deveni în prezent unul dintre cei mai mari producători de echipament complet de scufundare și accesorii.
În anul 1971 Mares a fost achiziționată de grupul american AMF, iar în anul 2003 a fuzionat cu producătorul american de echipament de scufundare Dacor. În prezent face parte din Grupul de firme Head NV Europa.  